# Marathon van Parijs 2000
De marathon van Parijs 2000 werd gelopen op zondag 9 april 2000. Het was de 24e editie van deze marathon.
De Fransman Mohamed Ouaadi zegevierde bij de mannen in 2:08.49. De Belgische Marleen Renders won bij de vrouwen in 2:23.44.

## Uitslagen

### Mannen
| rang   | naam                  | land | tijd    |
| ------ | --------------------- | ---- | ------- |
| Goud   | Mohamed Ouaadi        | FRA  | 2:08.49 |
| Zilver | Samuel Otieno         | KEN  | 2:09.10 |
| Brons  | Abdellah Behar        | FRA  | 2:09.13 |
| 4      | Zebedayo Bayo         | TAN  | 2:09.18 |
| 5      | Mwenze Kalombo        | COD  | 2:10.36 |
| 6      | Paul Kipsambu         | KEN  | 2:10.45 |
| 7      | Mohamed Ezzher        | FRA  | 2:11.02 |
| 8      | Nelson Chirchir       | KEN  | 2:12.22 |
| 9      | Benoît Zwierzchiewski | FRA  | 2:12.29 |
| 10     | James Moiben          | KEN  | 2:12.44 |
| 11     | Patrick Kaotsane      | RSA  | 2:12.53 |

### Vrouwen
| rang   | naam               | land | tijd    |
| ------ | ------------------ | ---- | ------- |
| Goud   | Marleen Renders    | BEL  | 2:23.44 |
| Zilver | Alina Gherasim     | ROU  | 2:28.18 |
| Brons  | Irina Timofejeva   | RUS  | 2:30.02 |
| 4      | Milkah Chepkieny   | KEN  | 2:31.26 |
| 5      | Valentina Enaki    | MDA  | 2:33.28 |
| 6      | Gadisse Edato      | ETH  | 2:33.28 |
| 7      | Chantal Dällenbach | FRA  | 2:33.48 |

1976 ·
1977 ·
1978 ·
1979 ·
1980 ·
1981 ·
1982 ·
1983 ·
1984 ·
1985 ·
1986 ·
1987 ·
1988 ·
1989 ·
1990 ·
1991 ·
1992 ·
1993 ·
1994 ·
1995 ·
1996 ·
1997 ·
1998 ·
1999 ·
2000 ·
2001 ·
2002 ·
2003 ·
2004 ·
2005 ·
2006 ·
2007 ·
2008 ·
2009 ·
2010 ·
2011 · 
2012 · 
2013 ·
2014 ·
2015 ·
2016 ·
2017